# Henri Delacoux de Marivault-Emeriau
Pour les articles homonymes, voir Delacoux et Émeriau.
Henri Delacoux de Marivault-Emeriau, né le 22 juin 1821 à Châteauroux et mort le 26 novembre 1910 rue de Logelbach à Paris, est un capitaine de vaisseau dans la Marine française.

## Biographie
Fils de Jérôme Antoine Delacoux de Marivault (vieille famille noble du Berry, précisément de Le Blanc) inspecteur des contributions directes, décédé à Saint-Lô et de Louise-Adrienne Girard de Vasson (issue elle aussi d'une famille noble du Berry) décédée à Châteauroux. 
Il passe l'intégralité de sa carrière dans la marine à partir 1837 jusqu'à son départ à la retraite le 14 janvier 1881, il fut nommé capitaine de vaisseau le 2 décembre 1864. 
Il entre à l'École navale en 1838. Enseigne de vaisseau le 16 novembre 1844. il est embarqué d'abord le 1er janvier 1847 en Océanie, sur la corvette de charge l'Allier, Cdt Hippolyte Le Coniac appareillé le 25 octobre 1846 de Brest pour l'Océanie, puis est fait commandant sur l'aviso à vapeur le Phaéton le 4 avril 1848, Lieutenant de vaisseau le 21 octobre 1850, capitaine de frégate le 2 décembre 1854 et enfin Capitaine de vaisseau le 2 décembre 1864.
Il fut nommé à la tête du Camp de Conlie par décret le 7 décembre 1870 à la suite des démissions d'Émile de Kératry données après que Gambetta pris un arrêté mettant sous les ordres du général Jaurès « les forces en campagne dans les régions de l'Ouest», en tant que général de division, le troisième à diriger l'Armée de Bretagne après le général Joseph Marie Le Bouedec. Il fut présenté à ses hommes par Glais-Bizoin. Dès sa prise de commandement, il demanda à Gambetta l'évacuation du camp. Cependant Freycinet, alors délégué à la guerre dans le gouvernement de la Défense nationale, décréta qu'il fallait remobiliser les troupes. Ceci n'empêcha pas Marivault de prescrire au préfet la suspension des envois des mobilisés. Le 15 décembre 1870, il réclama à nouveau l'ordre d'évacuation, cette fois-ci Freycinet en fit part à Gambetta qui hélas ne voulait rien entendre. Gambetta ne signera la première autorisation que quelques jours plus tard, le 19 décembre 1870. Dès le lendemain, les 15 000 soldats les plus faibles se replient sur Rennes. Les plus malades sont renvoyés dans leurs familles. Le scandale prend plus d'ampleur, devant l’état des hommes qui rentrent chez eux. Finalement, les soldats bretons furent évacués du camp où ils étaient laissés sans activité, sans armes et dans un état sanitaire désastreux. Pour certains, cette situation ne fut que le résultat de la suspicion du gouvernement que l'armée de Bretagne se transforme en armée de chouans potentiels et dont la création fut acceptée par Gambetta dans l'unique but de se débarrasser de Kératry.
La déroute du Mans donnera par la suite le résultat de l'ampleur de l'insuffisance de ressources de l'armée et dans ce cas précis l'armée de la Loire.
Il fut élevé au rang de commandeur dans l'Ordre national de la Légion d'honneur le 29 août 1872.